# 西東京市立柳沢中学校
西東京市立柳沢中学校（にしとうきょうしりつ やぎさわちゅうがっこう）は、東京都西東京市柳沢にある公立中学校。

## 通称
柳中、柳沢中と呼ばれることが多い。
「やなぎさわちゅう」と読む人がいるが、正式には「やぎさわちゅうがっこう」である。

## 沿革
- 1972年
  - 4月1日-中野良道初代校長就任
  - 4月7日第1回入学式（[保谷中学校]内仮校舎にて）
  - 4月21日-教育目標制定
  - 4月26日-校章制定
  - 8月31日-新校舎落成・移転
  - 9月14日-落成式挙行（開講記念日）
- 1973年
  - 8月4日-屋上プール完成
  - 11月22日-校歌制定
- 1974年3月20日-第1回卒業式
- 1975年
  - 3月10日-体育館完成
  - 4月1日-第2代大島外治校長就任
- 1977年8月30日-校庭スプリンクラー設置
- 1979年
  - 3月7日-西洋庭園完成
  - 4月1日-第3代竹井仁校長就任
- 1980年9月10日-体育倉庫増設
- 1981年11月10日-防護網設置（校舎南側）
- 1982年
  - 3月31日-プールサイド改修
  - 4月1日-第4代笹沼亀治校長就任
- 1983年8月20日-校舎内塗装
- 1984年
  - 7月20日-校舎西側花壇完成
  - 8月25日-体育館暗幕取り替え
- 1985年3月10日-体育館緞帳取り替え
- 1986年4月1日-第5代八木澤俊孝校長就任
- 1987年
  - 3月17日-特別教室棟増築工事・特別教室・職員室・普通教室改築工事
  - 12月28日-体育館屋根・床改修
- 1988年6月1日-機械警備開始
- 1989年10月14日-校舎改修工事完了
- 1990年
  - 3月2日プール外柵改修工事完成
  - 7月31日-コンピュータ設置（24台）
- 1991年4月1日-第6代鈴木秀男校長就任
- 1992年
  - 2月22日南門工事・校名板（西門・南門）工事
  - 3月1日-校庭改修工事終了
  - 3月23日-体育館床張り替え工事
- 1993年
  - 2月13日-ポンプ室・消火栓配管工事
  - 10月2日-第2学年職場訪問
- 1994年4月1日-第7代浅沼洋校長就任
- 1997年4月1日-第8代古賀和之校長就任
- 1998年10月5日-心の教室相談員派遣
- 1999年
  - 4月1日-第9代内田雄幸校長就任
  - 4月6日-文部省SC活用調査研究委託校
  - 8月27日-耐震工事終了
  - 12月3日-校庭舗装工事・バックネット設置
- 2000年5月12日-校庭スピーカー改修工事
- 2001年1月21日-西東京市誕生
- 2002年9月25日-体育館改修
- 2004年4月1日-第10代椎野芳挙校長就任
- 2007年4月1日-数学科少人数学習集団による授業開始
- 2008年4月1日-第11代福間和正校長就任 二学期制実施
- 2011年4月1日-西東京市教育委員会研究奨励校
新学習指導要領完全実施に向けた指導計画及び
評価方法の改善
- 2012年
  - 5月21日-中学校親子給食開始
  - 9月1日-教室等空調設備工事完了
- 2013年4月1日-第12代西嶋剛昭校長就任

## 部活

### 運動部
- 男子バスケットボール部
- 女子バスケットボール部
- バドミントン部
- 硬式テニス部
- 野球部(男子のみ)
- 女子ソフトボール部(女子のみ)
- 女子バレーボール部(女子のみ)

### 文化部
- 美術部
- 家庭科部
- 囲碁部

## 標準服
夏服と冬服がある。
夏服は男子はワイシャツとズボン、女子はワイシャツの上にベストとスカート。
冬服はワイシャツの上にベスト、ブレザー、ズボン、またはスカート。防寒着等は自由。
靴下は男子は白、女子は黒。

## 著名な出身者
- やまと、ゆうた、ゆうま、ひゅうが、あむぎり（コムドット） - YouTuber
- ワタナベマホト - 元YouTuber
- 楠木まゆ - 元アイドル（仮面女子、アリス十番の元メンバー）
- 中村由真 - 女優・歌手・タレント

## 撮影地として
- コムドット 1st SINGLE『拝啓、俺たちへ』の、MVのロケ地として当校が使用された[2]。

## 交通アクセス
- 西武新宿線西武柳沢駅から徒歩11分。
- 西武新宿線東伏見駅から徒歩18分。
- 荻窪駅から関東バス(武蔵野大学行き荻35系統)で17分。柳沢団地下車徒歩2分。